# 2022年科羅拉多州州務卿選舉
2022年科羅拉多州州務卿選舉將於2022年11月8日舉行，選舉下一屆科羅拉多州州務卿。現任民主黨州務卿耶拿·格里斯沃爾德尋求連任。